# Френк Мосс (футболіст, 1909)
Френк Мосс (англ. Frank Moss, 5 листопада 1909, Лейланд — 7 лютого 1970, Лондон) — англійський футболіст, що грав на позиції воротаря, зокрема, за лондонський «Арсенал», а також національну збірну Англії.
По завершенні ігрової кар'єри — тренер.

## Клубна кар'єра
У дорослому футболі дебютував 1928 року виступами за команду «Престон Норт-Енд», в якій провів один сезон. Згодом протягом двох сезонів захищав кольори  «Олдем Атлетик».
1931 року перейшов до лондонського «Арсенала», за який відіграв 6 сезонів. Більшість часу, проведеного у складі лондонського «Арсенала», був основним голкіпером команди. За цей час тричі виборював титул чемпіона Англії, ставав володарем Кубка Англії та двічі Суперкубка Англії. Завершив професійну кар'єру футболіста виступами за «кононірів» у 1937 році.

## Виступи за збірну
1934 року взяв участь у чотирьох офіційних матчах у складі національної збірної Англії.

## Кар'єра тренера
Протягом 1937–1940 років тренував единбурзький «Гартс». 1939 року приводив команду до другого місця у першості Шотландії, утім невдовзі після початку Другої Світової війни відійшов від футбольних справ.
Помер 7 лютого 1970 року на 61-му році життя в Лондоні.

## Титули і досягнення
- Чемпіон Англії (3):

«Арсенал»: 1932-1933, 1933-1934, 1934-1935
- Володар Кубка Англії з футболу (1):

«Арсенал»: 1935-1936
- Володар Суперкубка Англії з футболу (3):

«Арсенал»: 1931, 1933, 1934